# Héroes Mexicanos
Héroes Mexicanos är en ort i Mexiko.   Den ligger i kommunen Guasave och delstaten Sinaloa, i den västra delen av landet, 1 200 km nordväst om huvudstaden Mexico City. Héroes Mexicanos ligger 20 meter över havet och antalet invånare är 547.
Terrängen runt Héroes Mexicanos är mycket platt. Runt Héroes Mexicanos är det ganska tätbefolkat, med 100 invånare per kvadratkilometer. Närmaste större samhälle är Adolfo Ruíz Cortínes, 1,9 km söder om Héroes Mexicanos. Trakten runt Héroes Mexicanos består till största delen av jordbruksmark.